# Аэрофоны
Аэрофоны (греч. ἀήρ — воздух, φωνή — звук) — группа музыкальных инструментов, у которых первичным источником колебаний является струя воздуха.
Согласно классификации Хорнбостеля — Закса аэрофоны делятся на
- Собственно духовые инструменты, в которых вибрирует столб воздуха, находящийся в канале инструмента. Примеры: флейта, труба, орган.
- Свободные аэрофоны — в них струя воздуха заставляет колебаться пластинку или язычок. Примеры: различные виды гармоник (баян, аккордеон, губная гармоника, волынки, фисгармония).

## Свободные аэрофоны
Гармоники — язычковые, в основном клавишные, пневматические музыкальные инструменты, у которых для нагнетания воздуха используется мех: гармонь, баян аккордеон, фисгармония; или, как и в остальных духовых инструментах, выдувание (или вдувание в себя) струи воздуха ртом исполнителя: губная и мелодическая гармоники.